# Filipp Golikov

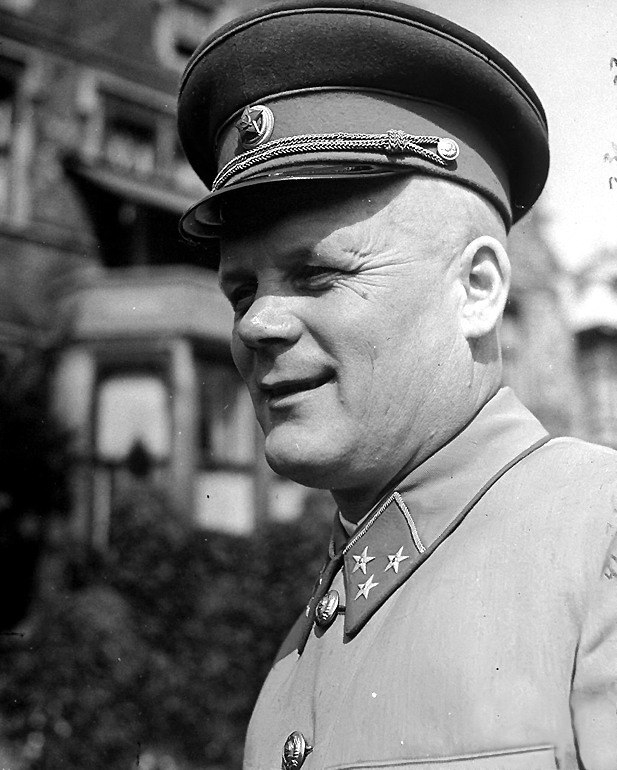
Golikov rond 1940

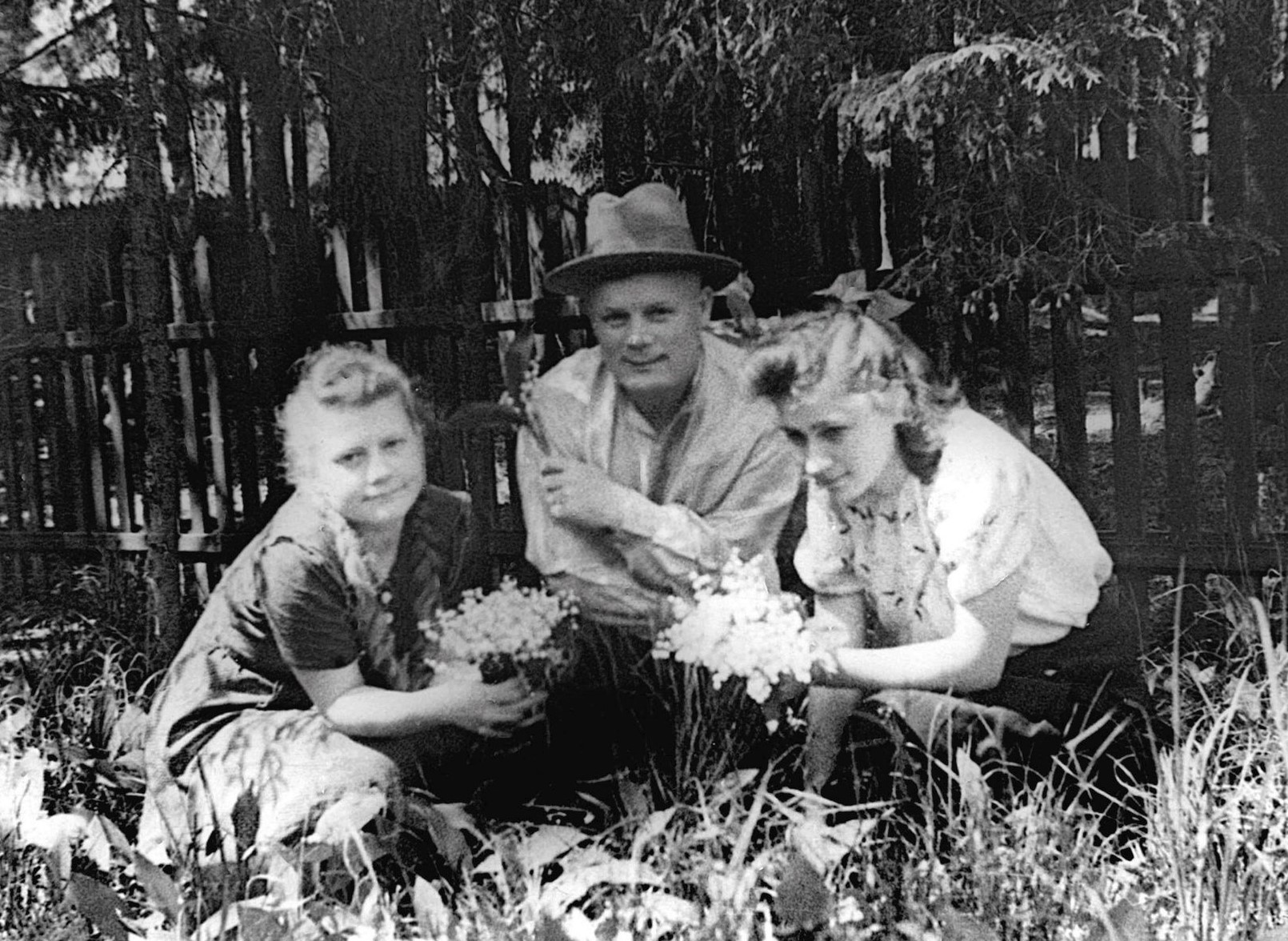
Golikov met zijn gezin in 1940

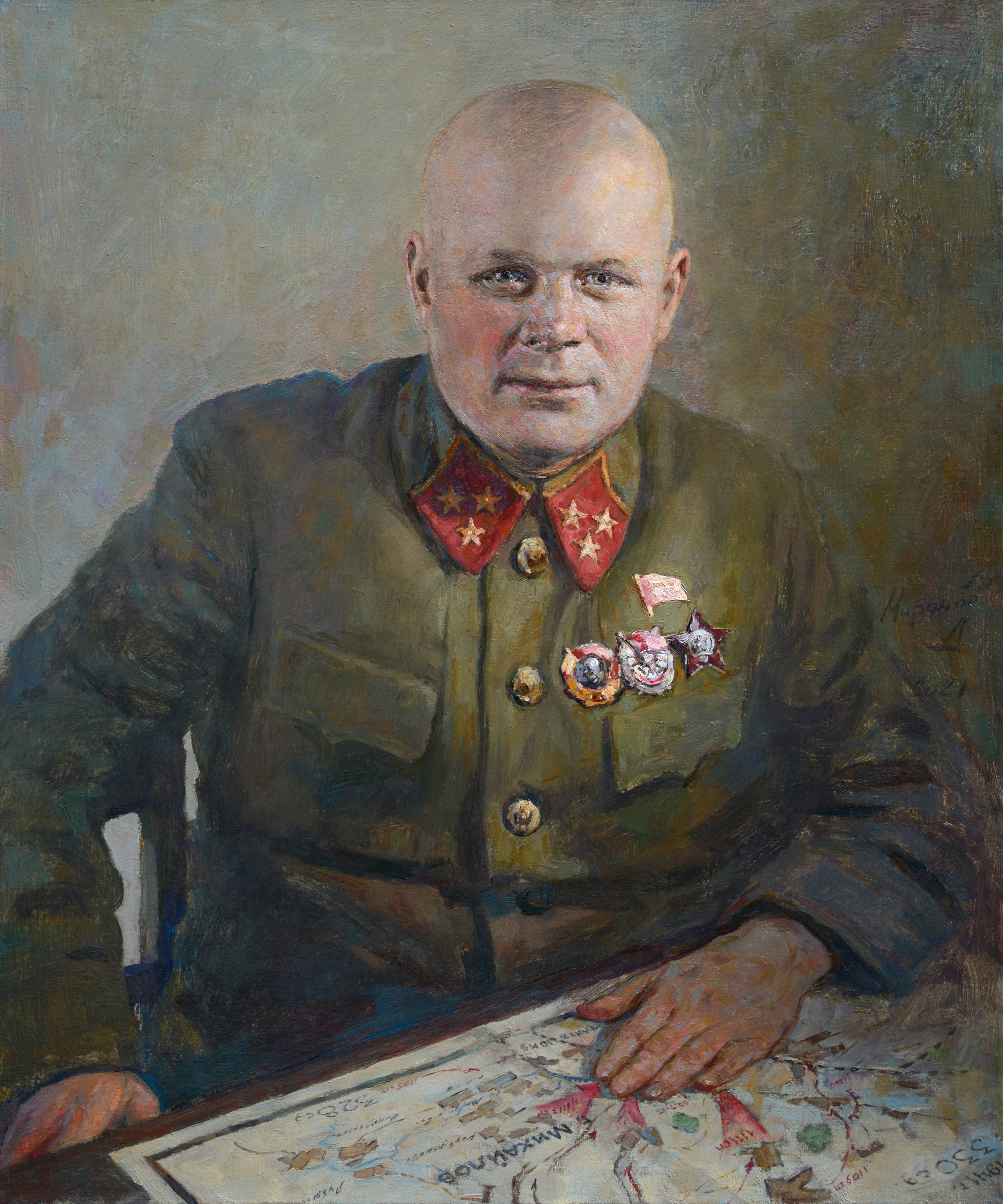
Golikov als commandant van het 10e Leger

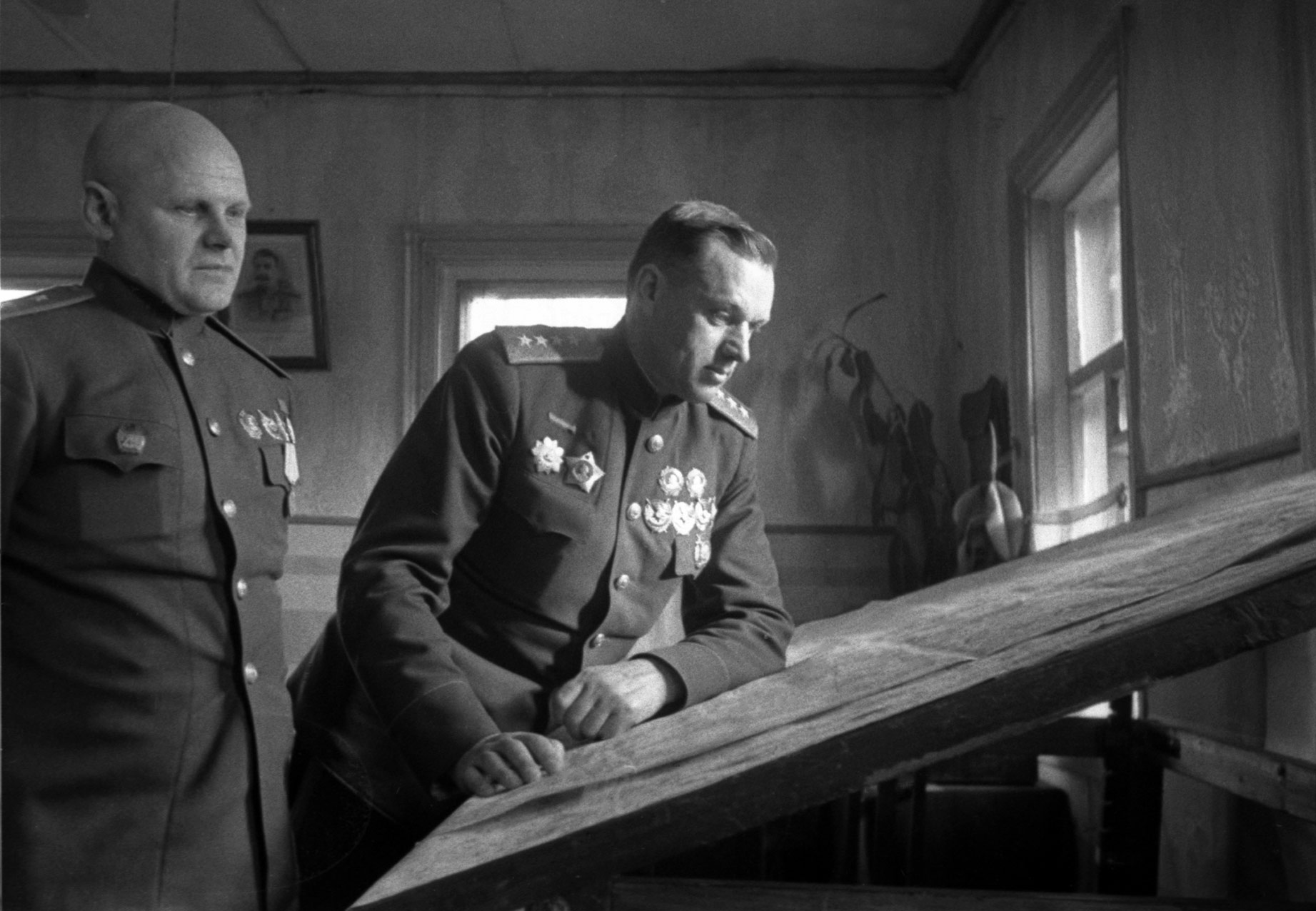
Golikov met Konstantin Rokossovski rond 1940

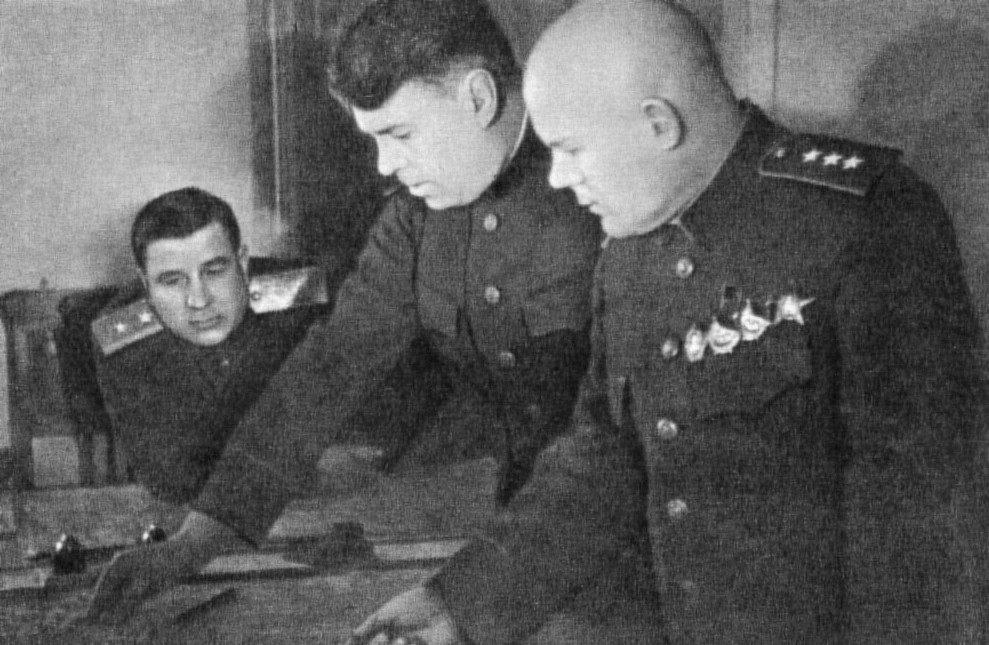
Golikov met Vasilevski en Koeznetsov bij Charkiv in 1943

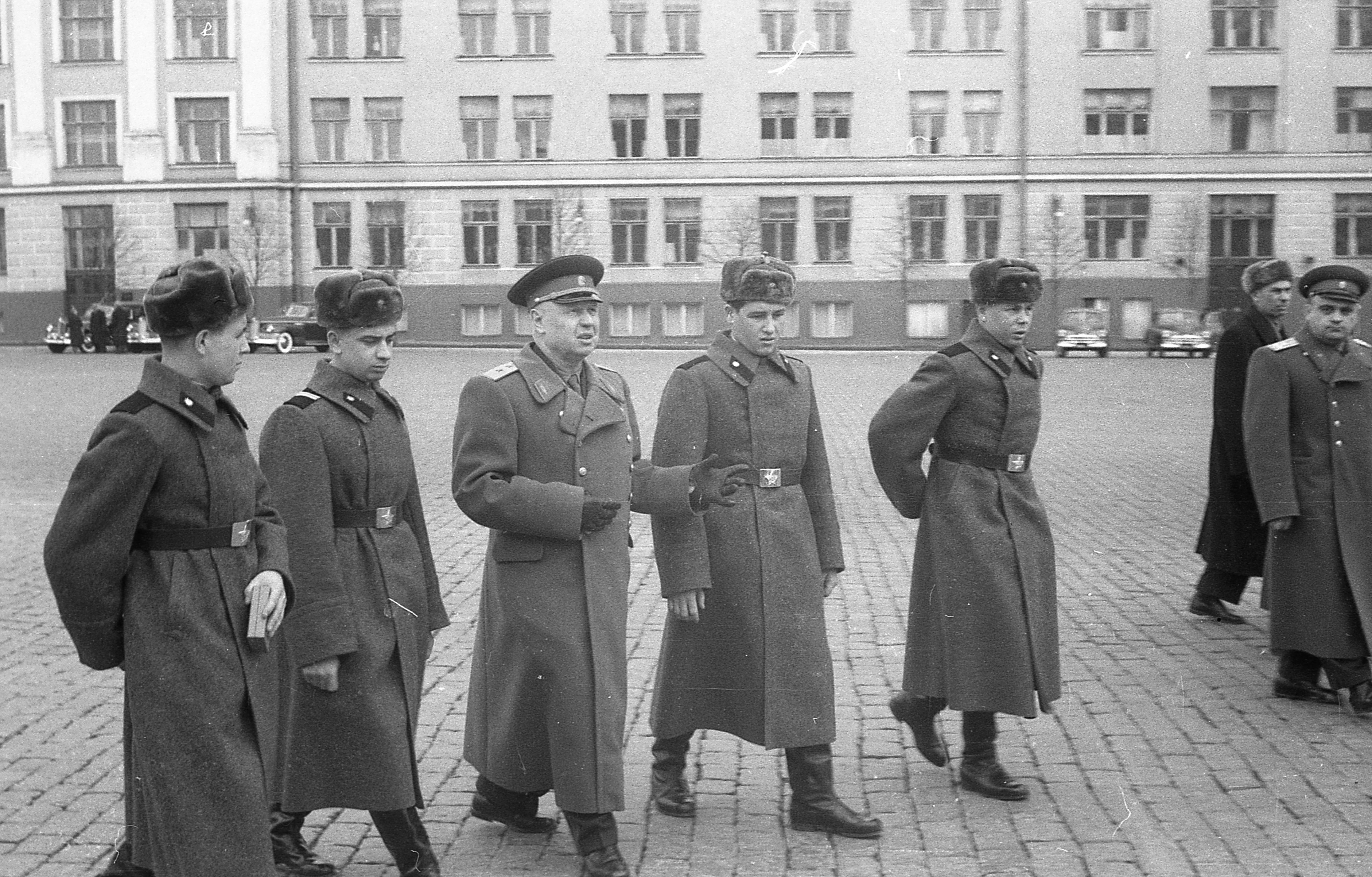
Bijeenkomst te Moskou op 1 maart 1960 van de helden van de Stille Oceaan met Golikov als hoofd GlavPOeR in het midden met van links naar rechts: Ivan Fedotov, Aschat Zigansjin, Filip Poplavski en Anatoli Krjoetsjkovski

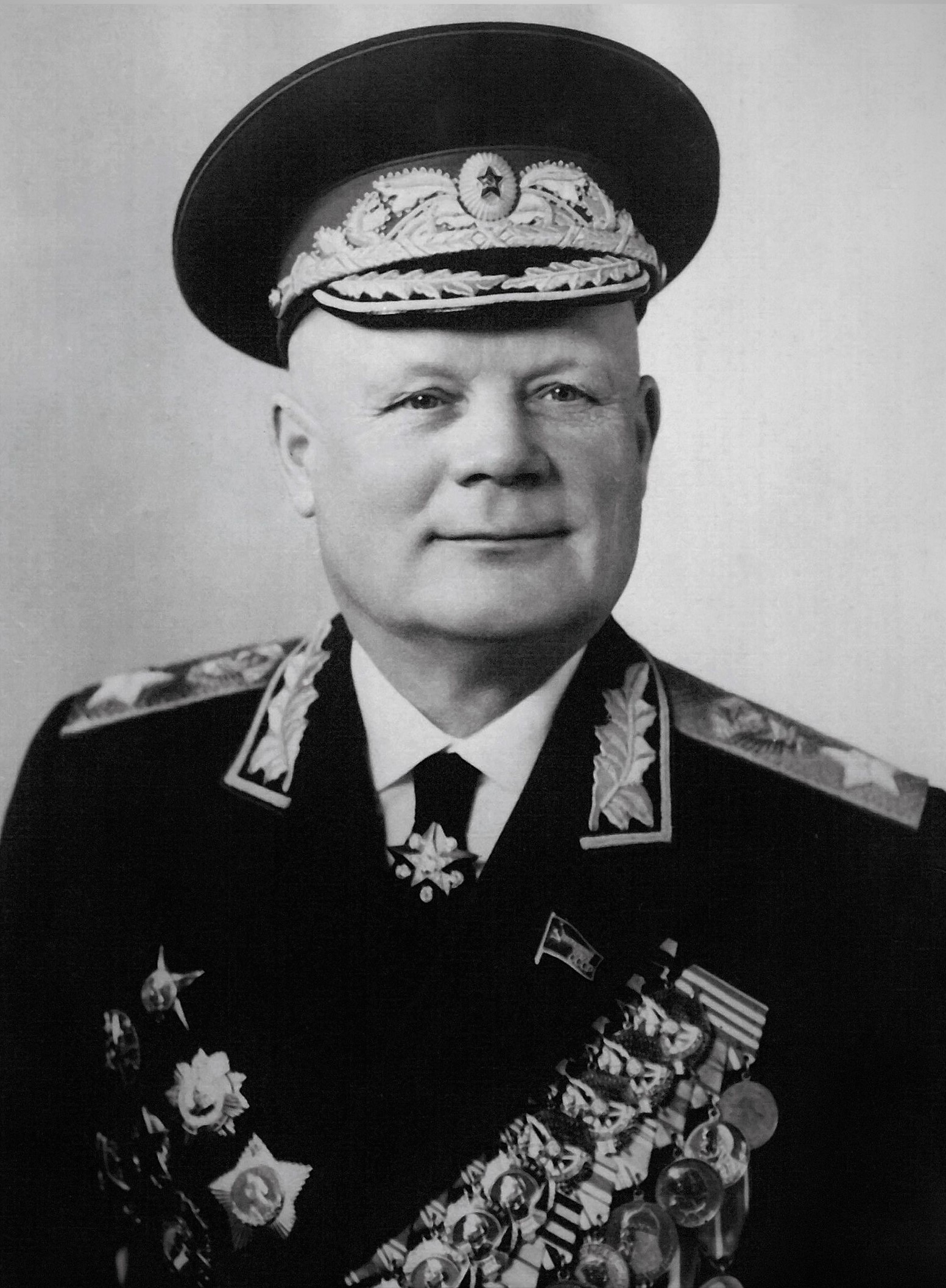
Golikov in 1960

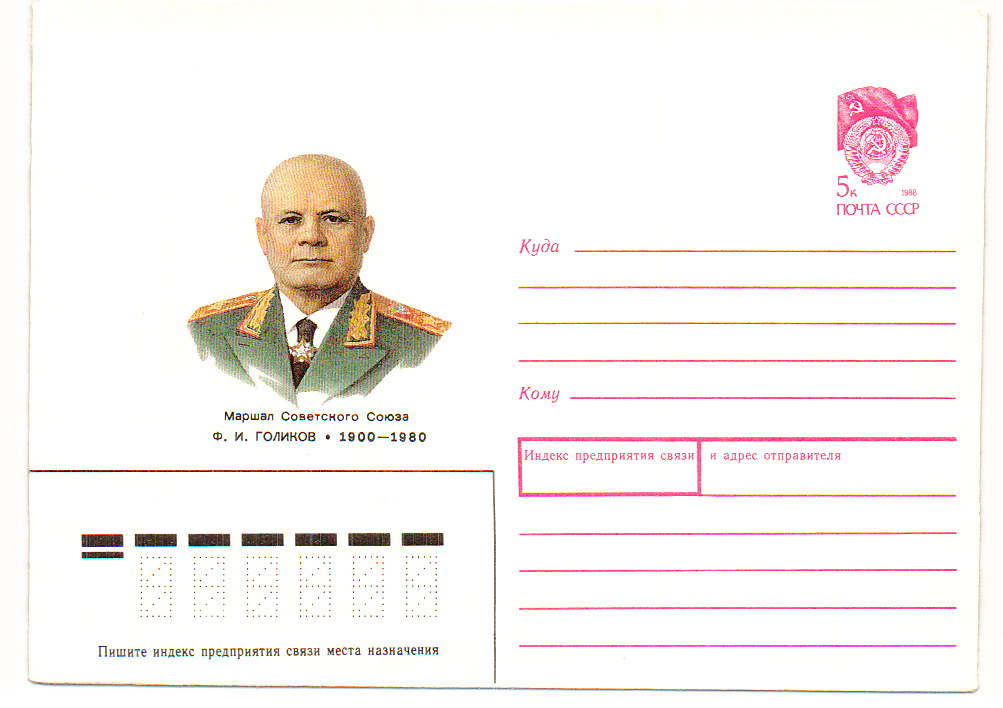
Ansichtkaart van de Sovjet-Unie van 14 februari 1990

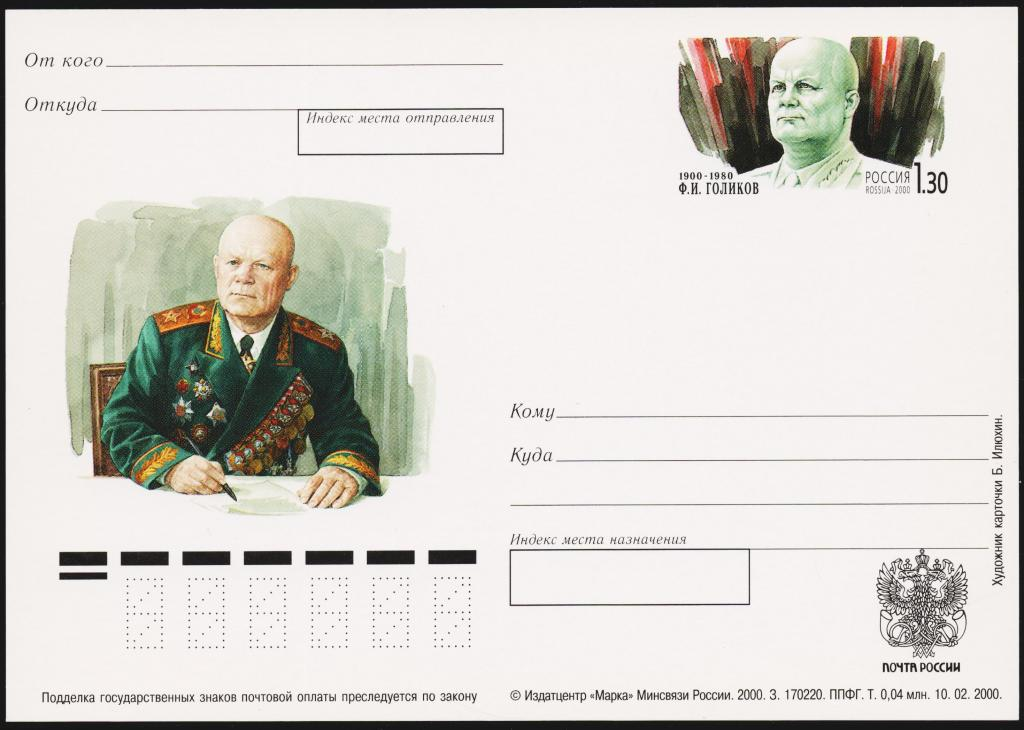
Russische ansichtkaart uit 2000

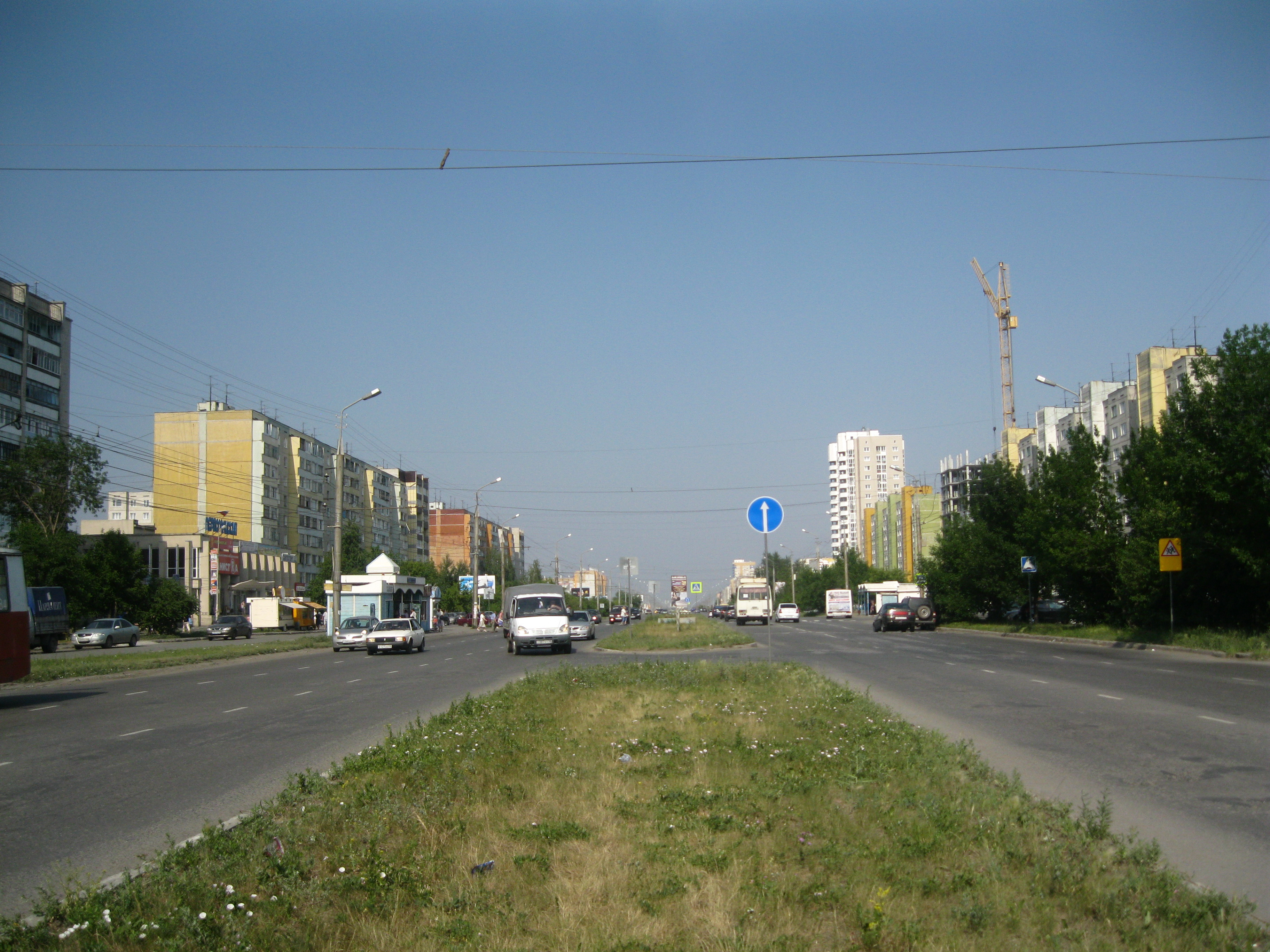
De Maarschalk Golikov Avenue in Koergan

Filipp Ivanovitsj Golikov (Russisch: Голиков, Филипп Иванович) (Borisova (gouvernement Perm), 29 juli 1900 – Moskou, 29 juli 1980) was een maarschalk van de Sovjet-Unie die vocht in de Tweede Wereldoorlog.

## Jeugd
Filipp was de oudste van vier kinderen, zijn broers heetten Valentin en Aleksandr, zijn zus Maria. Zijn vader Ivan Nikolajevitsj werkte als verpleger in de infirmerie van het garnizoen in Tobolsk, zijn moeder Vassa Vasiljevna was boerin. Filipp had in 1911 drie klassen van de school in Borisova afgewerkt en in 1918 zeven klassen van het districtsgymnasium in Kamysjlov, in het gouvernement Perm. Hij studeerde dan met een zemstvo-beurs en was vrijgesteld van collegegeld. Op 13 april 1918 werd hij tegelijk met zijn vader lid van de Revolutionaire Communistische Partij. Namens de organisatie oekom van de RCP leidde hij het kantoor van de districtskrant Izvestia in Kamysjlov van de redacteur Stepan Vasiljevitsj Jegorsjin.

## Russische Burgeroorlog
Op 30 mei 1918 sloot hij zich vrijwillig aan bij het Rode Leger van Arbeiders en Boeren. Op 4 juli 1918 werd een detachement soldaten van het Rode Leger, waarin Golikov zat, gestuurd om de antibolsjewistische opstanden van de boeren in het dorp Tamakoelski te onderdrukken. Op 5 juli bezetten ze het dorp, maar op 11 juli werd het detachement in het dorp verslagen. De commandant van het detachement Jemeljan Koetsjmej sneuvelde. Op 12 juli keerde het detachement terug naar Kamysjlov. Op 27 juli verliet het detachement Kamysjlov. Begin augustus werd het detachement samengevoegd met het 3e bataljon van het vrijwillige 1e communistische boeren regiment fuseliers "Rode Arenden”. In oktober 1918 werd hij benoemd tot regimentscorrespondent van de krant van het front Pravda en van de krant van het 3e leger, Krasny Nabat. Op 21 januari 1919 voltooide in 1919 een militaire propagandacursus van twee maanden in Petrograd. Eind maart 1919 werd hij agitator in het machinegeweerteam van het regiment van Ivan Aleksandrovitsj Rink van het 10e regiment fuseliers van Moskou van de speciale brigade van het 3e leger van het oostfront. Het regiment kwam in het gebied met de vijand in contact bij de Zalazninski-fabriek, nu in de Oblast Kirov. Op 16 juni 1919 was Golikov de secretaris van de politieke afdeling van de Speciale Brigade. Sinds augustus 1919 - instructeur-organisator voor werk in het dorp van de politieke afdeling van de 51e Divisie Infanterie. Eind november 1919 kreeg hij in Tjoekalinsk tyfus en werd hij enkele maanden opgenomen in een ziekenhuis in Tjoemen.

## Politieke loopbaan
Na het einde van de Russische Burgeroorlog bracht hij 11 jaar door in politiek werk in het leger. Hij onderdrukte opstanden van koelaks in de provincie Oefa. In mei 1920 was hij hoofd van de afdeling informatie. Hij trouwde op 15 mei 1920 met Zinajda Afanasjevna (1901-1969) en ze kregen zes kinderen, waarvan er drie vroeg stierven. Sinds maart 1921 - hoofd van het politiek secretariaat van het provinciale militaire commissariaat.  Sinds mei 1921 - hoofd van de politieke afdeling van de brigade fuseliers. Vanaf mei 1922 - instructeur, toen hoofd van de politieke afdeling van het militair district Wolga-Oeral. Sinds juni 1922 - assistent-chef en hoofd van de afdeling agitatie en propaganda van de politieke afdeling van het militair district West-Siberië. In 1929 studeerde hij af aan de vervolgopleidingen voor de hoogste bevelvoerende staf van het Rode Leger, KOeVNAS. Sinds april 1929 hoofd van de propaganda-afdeling van de politieke afdeling van het militair district Wolga-Oeral. Sinds januari 1931 - militair commissaris en hoofd van de politieke afdeling van de 32e divisie infanterie.

## Militaire loopbaan
In 1931 studeerde hij af aan een militaire school als externe student. Vanaf november 1931 was hij commandant van het 95e regiment infanterie van de 32e Divisie infanterie. In 1933 studeerde hij af aan de Froenzeacademie. Vanaf oktober 1933 was hij commandant van de 61e divisie fuseliers van het militair district Wolga-Oeral. Vanaf september 1936 - commandant van de 8e afzonderlijke gemechaniseerde brigade. Vanaf juli 1937 - commandant van het 45e gemechaniseerde korps van het militair district Kiev. In januari 1938 werd hij lid van de Militaire Raad van het militair district Wit-Rusland. Van 18 juni 1938 tot 1940 was hij lid van het Bureau van het Centraal Comité van de Communistische Partij van Wit-Rusland (1918-1991). In 1938 tijdens de Grote Zuivering werd hij ontslagen uit het leger. Kliment Vorosjilov weigerde een arrestatiebevel voor Golikov te ondertekenen en Golikov werd opnieuw in het leger opgenomen. Vanaf november 1938 was hij commandant van de Vinnytsja-legergroep van het militair district Kiev. Na de reorganisatie van de Vinnitsa-groep was hij van 16 tot 24 september 1939 commandant van de Volotsjisk-legergroep van het 1e Oekraïense Front. Van 24 september tot 28 september 1939 was hij commandant van het Oostelijk Front. Vanaf 28 september vocht hij commandant van het 6e leger in de Sovjet-aanval op Polen en nam Lviv in. In 1940 vocht hij in de Winteroorlog tegen Finland.

## Hoofd van de Militaire Inlichtingendienst GROe
Op 26 juli 1940 werd hij plots Hoofd van militaire inlichtingendienst GROe. 
Tijdens de Grote Zuivering van 1937-1940 waren hoofden van de GROe gefusilleerd: Nikonov in 1937, Berzin in 1938, Oeritski in 1938, Gendin in 1939 en Orlov in 1940.
Ook veel leiders van de buitenlandse inlichtingendienst van de OGPU Verenigd staats politiek directoraat – INO Eerste Hoofddirectoraat waren gefusilleerd: Artoezov, Sloetski, Sjpigelglas. Het agentennetwerk in het buitenland lag plat en prominente INO-agenten, zoals A.M. Orlov liepen over naar naar het Westen. Aan de vooravond van de oorlog met Duitsland was de buitenlandse inlichtingendienst van de USSR belabberd.
Zijn voorganger Ivan Proskoerov had van april 1939 tot juli 1940 objectieve inlichtingen gepresenteerd over de militaire voorbereidingen van Duitsland tegen de USSR.
Hij was ontslagen wegens zijn inlichtingen over de Winteroorlog. Hij werd op 27 juni 1941 gearresteerd en in oktober 1941 gefusilleerd. 
Op het 18e congres van de communistische partij van de Sovjet-Unie in februari 1941 zei Stalin over Golikov:

Als inlichtingenagent, is hij onervaren, naïef: een inlichtingenagent moet zijn als de duivel, niemand geloven zelfs niet zichzelf

Als hoofd van de GROe berichtte Golikov wekelijks aan Jozef Stalin, Vjatsjeslav Molotov, Kliment Vorosjilov, Andrej Zjdanov, Lavrenti Beria, Georgi Malenkov, Semjon Timosjenko, Georgi Zjoekov en Nikolaj Koeznetsov.
Golikov legde alleen inlichtingen voor die overeenkwamen met de mening van Stalin.
Stalin wantrouwde bewerkte bronnen en eiste de oorspronkelijke berichten zonder veel commentaren of interpretaties. 
Inlichtingen over de voorbereiding en timing van Operatie Barbarossa deed hij af als onbevestigd of ongeloofwaardig. Hij hield de samentrekking van Duitse troepen aan de grens met de Sovjet-Unie en de doelen Leningrad, Moskou en Kyiv achter.
Op 20 maart 1941 schreef Golikov:

De berichten van meeste agenten over een mogelijke oorlog met de USSR in de lente van 1941 komen van Britse of Amerikaanse bronnen met ongetwijfeld als doel om de betrekkingen tussen de USSR en Duitsland te verslechteren.

Door binnen Ultra onderschepte en gedecodeerde Duitse radioberichten beschikte de Britse regering over betrouwbare informatie over de voortgang van de voorbereidingen van Duitsland op de invasie van de USSR. In de lente  van 1941 deelden ze die via officiële diplomatieke kanalen met de USSR, maar Stalin beschouwde dit als een poging van het Verenigd Koninkrijk om de USSR in hun oorlog met Duitsland te betrekken.
Stalin redeneerde dat Hitler de USSR pas zou aanvallen na een overwinning op het Verenigd Koninkrijk. Stalin vreesde vooral een wapenstilstand tussen Duitsland en het Verenigd Koninkrijk. De vliegreis van Hitlers plaatsvervanger Rudolf Hess op 10 mei 1941 naar Groot-Brittannië en de geheimhouding daarover verontrustte Stalin. 
In mei toen hij wist dat het aantal Duitse divisies aan de grens verhoogd was van 70 naar 107, voorspelde Golikov dat de volgende Duitse militaire operaties tegen het Verenigd Koninkrijk gericht waren in Gibraltar, Noord-Afrika en het Midden-Oosten. In april - juni 1941 rapporteerde Golikov over de aanhoudende concentratie van Duitse troepen nabij de westelijke grens van de Sovjet-Unie, het aantal divisies dat ernaartoe was getrokken, hun gevechtskracht en kracht, hun locaties, de datum van de aanval op de USSR genoemd - 22 juni 1941 door 15 betrouwbare bronnen, waaronder Richard Sorge vanuit Tokyo. Van juli 1940 tot juni 1941 stuurde de GROe 95 berichten naar de leiding van de USSR over de concentratie van Duitse troepen en hun voorbereiding op een aanval op de Sovjet-Unie. Hoewel de militaire en politieke leiders van de USSR veel wisten over de bereidheid van Duitsland om de USSR binnen te vallen, bleek de invasie zelf onverwacht. De informatie over de nieuwste Duitse uitrusting en wapens: vliegtuigen, tanks, handvuurwapens, artillerie, chemische wapens, was gedetailleerd en liet de leiding van de USSR toe om de juiste besluiten te trekken over het gebruik ervan in de komende oorlog. Het probleem was niet de informatie, maar wat ermee werd gedaan.

## Tweede Wereldoorlog
In de eerste dagen van de oorlog werd Golikov ontslagen als hoofd van de GROe. Op 5 juli 1941 tot 13 juli werd hij als gezant van de Sovjet-Unie naar het Verenigd Koninkrijk en de Verenigde Staten gezonden. Hij vloog naar Groot-Brittannië en onderhandelde over militaire voorraden voor de USSR en de opening van een tweede front. Op 31 juli 1941 ontving de Amerikaanse president Franklin Roosevelt hem. Op 31 augustus 1941 kwam het eerste Britse Arctische konvooi aan in Archangelsk met vliegtuigen en munitie voor het front.
In oktober 1941 keerde hij terug naar de USSR en werd hij commandant van het 10e leger, in de Oblast Penza. Later werd het leger overgeplaatst naar de regio Rjazan. Als onderdeel van de troepen van het Westelijk Front rukten de troepen vanaf begin december 1941 met succes op ten zuiden van Toela, brachten het Duitse 2e Pantserleger van generaal Heinz Guderian verliezen toe en drongen het terug tot 400 km van Moskou en bevrijdden tien steden. Vanaf februari 1942 was hij commandant van het 4e Stoottroepenlager van het Kalinin Front. Vanaf april 1942 was hij commandant van het Brjansk Front.
Maarschalk van de Sovjet-Unie Semjon Timosjenko schreef:

Het Brjansk Front kwam aanvankelijk in een moeilijke positie door de fout van Stalin bij het bepalen van de richting van het Duitse offensief als onderdeel van Fall Blau. De mislukkingen van het Rode Leger in de zomer  van 1942 hadden dezelfde redenen als de nederlagen van 1941: slechte tactische training van commandanten op alle niveaus, technische achterstand op het gebied van communicatie en luchtmacht.

In juli 1942 was hij commandant van het Voronezj Front, maar de Duitsers konden doorbreken naar Voronezj en de Don bereiken voor een aanval op Stalingrad. In augustus 1942 werd Golikov commandant van het 1e Garde Leger van het Zuidoostelijk Front en hij vocht aan de rand van Stalingrad. Vanaf september 1942 was hij plaatsvervangend commandant van het Stalingrad Front. In oktober 1942 werd plaatsvervangend commandant van het Noordwestelijk Front. Bij begin van de Slag om Stalingrad was hij plaatsvervangend commandant van Andrej Jerjomenko. Toen werd beslist om het hoofdkwartier om veiligheidsreden over te brengen naar de oostelijke oever van de Wolga. Golikov kreeg bevel om achter te blijven.
Nikita Chroesjtsjov, politiek commissaris aan het front schreef:

Een angstige blik kwam over het gelaat van Golikov. Ik zag nooit iemand, soldaat of burger in zo een staat gedurende de hele oorlog. Hij was wit als een laken en smeekte me om hem niet achter te laten. Hij herhaalde telkens: 'Stalingrad is verdoemd'.

Hij werd teruggeroepen naar Moskou en klaagde bij Stalin over hoe Chroesjtsjev en Jerjomenko hem behandeld hadden. Stalin aanvaardde zijn versie en op 22 oktober 1942, werd hij herbenoemd tot commandant van het Voronezj Front en hij boekte drie successen.
1. Van 13 tot 27 januari 1943 voerde hij de operatie Ostrogozjsk-Rossosj uit, versloeg het 2e Hongaarse leger en het Italiaanse Alpenkorps en het 24e Pantserkorps (Wehrmacht) en nam 86.000 krijgsgevangenen.
2. Bij de operatie Voronezj-Kastornoj , van 24 januari tot 17 februari 1943, werden het 2e Hongaarse Korps en een deel van de strijdkrachten van het 2e Leger (Wehrmacht) omsingeld en verslagen.
3. Bij de offensieve operatie van Charkiv van 2 februari - 2 maart 1943, rukten de Sovjettroepen 100 km op en bevrijdden Charkiv.

Tijdens de Derde Slag om Charkiv op 2-25 maart 1943 sloegen de Duitsers een bres van 30 km in het Voronezj Front. Golikov overschatte zijn aanvankelijke successen, onderschatte de Duitse troepen als verslagen en niet in staat tot actieve operaties, hield geen rekening met de uitputting en verliezen van zijn eigen troepen en kon de afgesneden troepen van zijn Front niet bevoorraden. De plots veranderde omstandigheden verwarden Golikov en hij verloor de controle over zijn troepen. In maart 1943 drong Georgi Zjoekov aan op ontslag van Golikov en vloog zelf naar het Voronezj Front om de troepen te leiden.
Op 6 april 1943 werd hij plaatsvervangend Minister van Defensie van de Sovjet-Unie voor Personeel. Door reorganisatie van de leiding van het Minister van Defensie van de Sovjet-Unie werd hij op 20 mei 1943 verwijderd uit de afgevaardigden van de Minister van Defensie van de Sovjet-Unie en de positie van Golikov werd bekend. als "hoofd van het Hoofddirectoraat Personeel van het Minister van Defensie van de Sovjet-Unie. Hij bekleedde die functie tot 1950. Op 4 oktober 1944 stemde de Raad van Volkscommissarissen toe om burgers van de USSR uit Duitsland en de door haar bezette landen te repatriëren. Op 6 oktober 1944 werd een resolutie aangenomen over de activiteiten van de commissaris van de Raad van Volkscommissarissen voor repatriëring. Op 23 oktober leidde Golikov het bureau van de commissaris van de Raad van Volkscommissarissen voor de repatriëring van burgers van de USSR uit Duitsland en de door haar bezette landen. Al snel creëerde het bureau met de hulp van de NKVD, een krachtig infrastructuurnetwerk - van repatriëringsmissies die zochten naar te repatriëren personen in Duitsland en de door haar bezette landen, tot regionale vertegenwoordigers of diensten verantwoordelijk om Sovjetburgers te ontvangen op de grond. Een integraal onderdeel van dit netwerk waren verzamel- en doorvoer- en controle-filtratiepunten en -kampen, waarvan 200 buiten de USSR.
Alexander Solzjenitsin schreef in De Goelag Archipel:

Een van de grootste oorlogsmisdadigers, kolonel-generaal Golikov, vroeger hoofd van de Militaire Inlichtingendienst, werd belast met naar huis halen en wegsteken van de gerepatrieerden

## Na de oorlog
Vanaf september 1950 was hij commandant van het afzonderlijke gemechaniseerde leger. Vanaf 17 mei 1956 was hij hoofd van de militaire academie van de gepantserde strijdkrachten van het Sovjetleger.
Vanaf januari 1958 hoofd van GlavPOeR, het Hoofd Politiek Directoraat van het Sovjetleger en de marine en zo de tweede persoon in het Ministerie van Defensie van de Sovjet-Unie, formeel alleen ondergeschikt aan de minister, aangezien GlavPOeR als afdeling deel uitmaakte van het apparaat van het Centraal Comité van de Communistische Partij van de Sovjet-Unie en in de eerste plaats ondergeschikt was aan de hoogste partijautoriteiten.
In 1961-1966 was hij lid van het Centraal Comité van de Communistische Partij van de Sovjet-Unie, in 1939-1952 was hij lid van de Centrale Controlecommissie van de Communistische Partij van de Sovjet-Unie. Hij was afgevaardigde van het XVIIIe Partijcongres van de CPSU (b) en de XIX, XX, XXI, XXII Congressen van de Communistische Partij van de Sovjet-Unie. Hij was plaatsvervanger van de Opperste Sovjet van de Unie van Socialistische Sovjetrepublieken van de 1e (1938-1946) en 4-6e (1954-1965) vergaderingen. Hij was een afgevaardigde van de Opperste Sovjet van Wit-Rusland.
In 1946 begon Stalin zich te ergeren aan al het lof voor Georgi Zjoekov als grondlegger van de overwinning en Golikov presenteerde in juni in detail een zaak tegen Zjoekov op een bijzondere zitting van de Krijgsraad. Zjoekov werd publiek vernederd en verplaatst naar een onbelangrijke militaire post. 
In 1949–50 droeg Golikov bij aan de Leningrad-affaire, waarbij Iosif Sjikin ontslagen werd. In 1950 kreeg hij het bevel over een gemechaniseerd leger. In 1956 werd hij hoofd van de Militaire Academie van Gepantserde Troepen. In januari 1958 profiteerde hij van de tweede val van Zjoekov en werd hij hoofd van de belangrijkste politieke administratie van de strijdkrachten met als taak om het leger onder controle van de communistische partij te houden.
In mei 1962 werd hij uit zijn functie ontheven, officieel "om gezondheidsredenen en in verband met de overgang naar pensionering", maar mogelijk omdat hij het in de Cubacrisis oneens was met Chroesjtsjov om R7 kernraketten op Cuba te plaatsen. In juni 1962 ging hij met pensioen met de eretitel inspecteur-generaal van het Ministerie van Defensie van de Sovjet-Unie. Golikov stierf op 29 juli 1980 en ligt begraven in sectie 7, 16e rij links van de Novodevitsjibegraafplaats te Moskou.

## Militaire graden
- Brigadecommandant 26 november 1935
- Korpscommissaris 31 december 1937
- Komkor 8 januari 1938
- Luitenant-generaal 4 juni 1940
- Kolonel-generaal 19 januari 1943
- Legergeneraal 5 augustus 1959
- Maarschalk van de Sovjet-Unie 5 augustus 1961

## Onderscheidingen

### Binnenlandse
- 4 x Leninorde 22 februari 1941, 21 februari 1945, 20 juli 1950 en 15 juli 1960
- Orde van de Oktoberrevolutie 22 februari 1968
- 4 x Orde van de Rode Banier 20 februari 1933, 1 maart 1942, 3 november 1944 en 20 juni 1949
- Orde van Soevorov, 1e klasse 28 januari 1943
- Orde van Koetoezov 1e klasse 22 februari 1944
- Orde van de Rode Vlag van de Arbeid (Sovjet-Unie) 15 juli 1980
- 2 x Orde van de Rode Ster (Sovjet-Unie) 16 augustus 1936 en 16 juli 1970
- Orde van Verdienste voor het Moederland in de Strijdkrachten van de Sovjet-Unie 3e klasse 30 april 1975
- Jubileumsmedaille voor Militaire Dapperheid ingesteld ter herinnering aan de Honderdste Verjaardag van Vladimir Iljitsj Lenin 1970
- Medaille voor de Verdediging van Moskou
- Medaille voor de Verdediging van Stalingrad
- Medaille voor de Overwinning over Duitsland in de Grote Patriottische Oorlog 1941-1945 1970
- Medaille voor de 20e Verjaardag van de Overwinning in de Grote Patriottische Oorlog 1965
- Medaille voor de 30e Verjaardag van de Overwinning in de Grote Patriottische Oorlog 1975
- Medaille voor de overwinning op Japan
- Medaille veteraan van de strijdkrachten van de USSR 1976
- Medaille voor het versterken van de strijdkrachten van de USSR 1980
- Jubileummedaille voor XX Jaar Rode Leger van Arbeiders en Boeren 22 februari 1938
- Jubileummedaille voor 30 jaar Sovjet Leger en Vloot 1948
- Jubileummedaille voor 40 jaar strijdkrachten van de USSR 1958
- Jubileummedaille voor 50 jaar strijdkrachten van de USSR 1968
- Jubileummedaille voor 60 jaar strijdkrachten van de USSR 1979
- Medaille voor het achthonderdjarig bestaan van Moskou 1947
- Erewapen: zwaard met gouden nationaal embleem van de Sovjet-Unie ingelegd 1968

### Buitenlandse
- Orde van het Grunwald Kruis 1e klasse (Polen) 1946
- Orde van de Witte Leeuw 1e klasse (Tsjecho-Slowakije) 1948
- Oorlogskruis (Tsjecho-Slowakije)
- Herdenkingsmedaille Slag bij de Duklapas (Tsjecho-Slowakije)
- Partizanenster 1e klasse (Joegoslavië) 1946
- Orde van Nationale Verdienste (Joegoslavië)
- Orde van de Bevrijding van het Volk 1941-1944 2e klasse (Bulgarije) 1971
- Orde van de Negende September 1944 (Bulgarije)
- Orde van de Poolster (Mongolië) (Mongolië) 1945
- Orde van de Rode Banier (Mongolië)  (Mongolië) 1945
- Orde van de Nationale Vlag (Noord-Korea) 1e klasse (Noord-Korea)
- Medaille voor de overwinning op het fascisme (Roemenië)

## Oordeel van Chroesjtsjov
Nikita Chroesjtsjov herinnerde zich:

Hij schreef iets smerigs aan Stalin tegen Jerjomenko, en Stalin bekritiseerde me omdat ik Jerjomenko te veel steunde en Golikov niet steunde.
Misschien heeft hij iets gemeens over mij geschreven? Het is mogelijk. Hij handelde tenslotte oneerlijk.

## Nagedachtenis
- De Maarschalk Golikov Avenue in Koergan is naar hem genoemd.
- Op 14 februari 1990, ter gelegenheid van de 90e verjaardag van de geboorte van Golikov, werd een envelop met artistieke postzegels uitgegeven van de kunstenaar A. Karasev.
- Op 10 februari 2000, ter gelegenheid van de 100ste verjaardag van de geboorte van Golikov, werd een ansichtkaart uitgegeven van de kunstenaar B. Iljoechin.

### Boeken
- “Rode Arenden” Uit "de dagboeken van 1918-1920" Naoeka, 1959, 328 pagina's.
- “Het 10e leger in de slag om Moskou” “Het mislukken van het nazi-offensief tegen Moskou. 25 jaar na de nederlaag van de nazitroepen bij Moskou. 1941-1966.” Naoeka, 1966. - 350 pagina's, 50.000 exemplaren.
- “In de slag om Moskou (aantekeningen van de commandant)” Naoeka, 1967 200 pagina's, 70.000 exemplaren.
- “Onvergetelijke ontmoetingen” ” Strijd om Stalingrad” 4e editie Wolgograd uitgeverij Nizjne-Volzjskoj, 1973.
- “Op militaire zending in Engeland”- Uitgeverij Progress, 1988, 135 pagina's, 3100 exemplaren, in het Spaans.
- “Aantekeningen van het hoofd van de inlichtingendienst, juli 1940 - juni 1941” Rodina Moskou 2018, 462 pagina's ISBN 978-5-907024-60-1.

### Tijdschriftartikels
- “Het reserveleger bereidt zich voor om de hoofdstad te verdedigen.” Tijdschrift voor militaire geschiedenis 1966, Nr. 5, p. 64-76.
- “Het reserveleger betreedt de strijd ten zuiden van Moskou.” Tijdschrift voor militaire geschiedenis 1966, Nr. 11, p. 56-68.
- “De Ostrogozjsk-Rossosj operatie.” Tijdschrift voor militaire geschiedenis 1966, Nr. 11, p. 62-67.
- “Stalingrad, Memoires van de plaatsvervangend commandant van het front” Nieuwe en recente geschiedenis 2006, Nr. 1, p. 55-64.
- “Sovjet militaire inlichtingendienst vóór de nazi-invasie van de USSR.” Tijdschrift voor militaire geschiedenis 2007, Nr. 12, p. 5-11. & 2008, Nr. 1, p. 27-32.

- Bibliothèque nationale de France: cb165766681 (data)
- Gemeinsame Normdatei: 129386073
- International Standard Name Identifier: 0000 0000 8361 6433
- Library of Congress Control Number: n88036940
- Nationale Bibliotheek van Letland: 000145311
- Nationale Bibliotheek van Tsjechië: jn20000602007
- Nationale Bibliotheek van Israël: 987007421503105171
- Nationale Bibliotheek van Polen: a0000002163509
- Nederlandse Thesaurus van Auteursnamen: 133855600
- Russische Staatsbibliotheek: 000283432
- Système universitaire de documentation: 260908363
- Virtual International Authority File: 18301321
- WorldCat: E39PBJcBWBqGVyRb8W4q8mKyBP